# Paraegista apoiensis
Paraegista apoiensis é uma espécie de gastrópode  da família Bradybaenidae.
É endémica de Japão.